# 百武賢兼
百武賢兼（天文7年（1538年） - 天正12年3月24日（1584年5月4日））日本戰國時代武將、龍造寺隆信的家臣。龍造寺四天王之一。屬於清和源氏的戶田家、户田兼定的長子。曾經使用過兼道、兼通兩個名字，最後使用賢兼。官位志摩守。
法名：明光明因永居子
家紋：鏡之内桔梗

## 生平
百武賢兼身為龍造寺四天王之一，被主公龍造寺隆信譽為擁有相當於百人的武勇，故被賜封百武姓(也就是百武姓的起源)。百武賢兼同時是另外一個家臣合稱的成員之一──「兩彈二島」。
百武賢兼作為龍造寺氏的武將核心人物，轉戰北九州，參與龍造寺消滅少貳氏，對抗大友氏等大小會戰。
1581年，龍造寺隆信殺害筑後国蒲池（現福岡県柳川市）城主蒲池鎮漣，並且將蒲池全族殺清光，因為隆信這般冷酷無情的恩將仇報，龍造寺四天王之一的百武賢兼心志開始動搖，筑後的黒木家永、蒲池益種（黑木益種）、田尻鑑種等人，皆因此事件開始起而反抗龍造寺的領導，埋下日後龍造寺滅亡的遠因。1584年，島津有馬聯軍在沖田畷之戰擊敗龍造寺氏，龍造寺隆信本人陣亡，百武賢兼也殺入陣中戰死。

## 百武氏後人
作為百武氏的始祖，百武賢兼之弟百武兼政繼承百武家，隨著鍋島家取代龍造寺家在佐賀的統治地位，百武一族也成為鍋島家家臣。子孫包括：洋畫先驅百武兼行，以及二戰時期日本軍隊有名的“百武三兄弟”----百武三郎(海軍大将･侍從長)、百武源吾(海軍大將)、百武晴吉(陸軍中將)。業餘天文學者百武裕司極有可能出身於百武氏的分家(百武裕司生於鄰近佐賀縣的長崎縣)。